# Twenty 1
Twenty 1 je sedemnajsti studijski album chichaške rock zasedbe Chicago, ki je izšel 29. januarja 1991. Uvrstil se je na 66. mesto ameriške lestvice Billboard 200. Na lestvici je ostal enajst tednov, v Združenem kraljestvu pa se ni uvrstil na lestvico.

## Produkcija
Pred in med snemanjem je prišlo do nekaj kadrovskih zamenjav. Odhod originalnega bobnarja Dannyja Seraphinea je povzročil prihod novega bobnarja skupine, Trisa Imbodena. Na albumu je sicer večino bobnov odigral studijski bobnar John Keane. Pri snemanju je kot dodatni kitarist sodeloval Dawayne Bailey, ki je s skupino igral na turnejah od leta 1986.
Zdaj založba želi, da posnamemo pesmi Diane Warren. Dve od njih sta na Twenty 1 izšli kot singla, katera sta se utrdila, sledil pa jima bo kmalu še eden. Če se bo še ta utrdil, bomo morali razmisliti o našem početju. Raje ne bi delal lastnih stvari, kot pa da delam tuje stvari.

 Pri Twenty 1 so se vrnila trobila. Dve stvari, ki sem jih napisal, sta bili narejeni posebej zato, da jih pripeljemo nazaj v zvok skupine. Kljub vsemu uspehu, ki ga je skupina imela po albumu Chicago 17, zame material resnično ni bil zares avtentičen za skupino.— Robert Lamm
Skupina je obdržala producenta Rona Nevisona, ki je produciral album Chicago 19. Nevison je dejal, da je bilo delo na albumu nekoliko razdrobljeno, saj so bili glasbeniki redko skupaj v studiu, z delom pa so nadaljevali s studijskimi glasbeniki, ko je bila skupina na turneji. Do še večje razdrobljenosti je prišlo, ko je Humberto Gatica miksal končno verzijo albuma brez Nevisonovega prispevka.
Ni jih bilo vedno tam, da bi, kot večina skupin, dobili miks, ga nesli domov, preposlušali in predelali. Bili so na turneji ... prišli so, ko so morali, s takšnim pristopom pa je prišlo do izgube kontinuitete, vendar jih ne krivim za to.— Ron Nevison
Čeprav je glasba albuma Twenty 1 tretirana kot bolj komercialna, je preusmerjanje glasbenih trendov v grunge gibanje privedlo do delne izgube radijske podpore Chicaga. Nevison trdi, da če bi bil uporabljen originalen miks, bi bil bolj zadovoljen, album pa bi bil teoretično bolj uspešen: »Vse bi delovalo, če bi ga pustili samega. To vam zagotavljam.« Singel »Chasin' the Wind«, je dosegel 39. mesto lestvice Billboard Hot 100, album pa se je uvrstil na 66. mesto lestvice, s čimer je postal drugi najmanj uspešen nekompilacijski album za albumom Chicago XIV.
Za projekt Stone of Sisyphus, ki je bil predviden kot 22. album, je skupina najela produdenta Petra Wolfa, da bi lahko razvil to, kar so smatrali za bolj ambiciozno in eksperimentano. Izdaja tega albuma je bila odložena za nedoločen čas, izšla pa je več kot štirinajst let kasneje, 17. junija 2008 pod imenom Chicago XXXII: Stone of Sisyphus. Demo posnetek skladbe »Love Is Forever« s snemanja albuma Twenty 1, je izšel na Sisyphusu.

## Singli
Z albuma so izšli trije singli: »Chasin' the Wind« (na B-strani »Only Time Can Heal the Wounded«) januarja 1991, »Explain It to My Heart« (na B-strani »God Save The Queen«) aprila 1991 in »You Come to My Senses« (na B-strani »Who Do You Love«) avgusta 1991. Twenty 1 je bil vse do albuma Chicago XXX iz leta 2006, zadnji album skupine, ki je vseboval nove lastne skladbe.

## Sprejem
Twenty 1 je na ameriški lestvici Billboard 200 ostal enajst tednov, najvišje pa se je uvrstil na 66. mesto. Na britansko lestvico se ni uvrstil.

## Seznam skladb
| Št.             | Naslov                           | Pisec                                     | Vokal                       | Dolžina |
| --------------- | -------------------------------- | ----------------------------------------- | --------------------------- | ------- |
| 1.              | „Explain It to My Heart‟         | Diane Warren                              | Jason Scheff, Bill Champlin | 4:44    |
| 2.              | „If It Were You‟                 | Jason Scheff/Darin Scheff/Tony Smith      | Scheff                      | 4:43    |
| 3.              | „You Come to My Senses‟          | Billy Steinberg/Tom Kelly                 | Scheff                      | 3:49    |
| 4.              | „Somebody, Somewhere‟            | Bill Champlin/Dennis Matkosky/Kevin Dukes | Champlin                    | 4:21    |
| 5.              | „What Does It Take‟              | Scheff/Gerard McMahon                     | Scheff                      | 4:38    |
| 6.              | „One from the Heart‟             | Robert Lamm/McMahon                       | Robert Lamm                 | 4:43    |
| 7.              | „Chasin' the Wind‟               | Warren                                    | Champlin                    | 4:18    |
| 8.              | „God Save the Queen‟             | James Pankow/Scheff                       | Champlin                    | 4:19    |
| 9.              | „Man to Woman‟                   | Scheff/Adam Mitchell                      | Scheff                      | 3:56    |
| 10.             | „Only Time Can Heal the Wounded‟ | Lamm/McMahon                              | Lamm                        | 4:43    |
| 11.             | „Who Do You Love‟                | Champlin/Matkosky                         | Champlin                    | 3:20    |
| 12.             | „Holdin' On‟                     | Champlin/Tom Saviano                      | Champlin, Scheff            | 4:15    |
| Skupna dolžina: | Skupna dolžina:                  | Skupna dolžina:                           | Skupna dolžina:             | 52:01   |

### Neizdane skladbe
- »Love is Forever« je izšla kasneje kot dodatna skladba na albumu Chicago XXXII: Stone of Sisyphus.
- »Secrets of the Heart« še ni bila izdana, je pa neuradno dosegljiva na spletu. Na končni različici albuma jo je zamenjala »Explain It to My Heart«.
- »Holdin' On« je na spletu dosegljiva v demo različici, ki je bila posneta s Tamaro Champlin (ženo Billa Champlina) na glavnem vokalu in Dawaynem Baileyjem na kitari leta 1988. Sprva je bila planirana za izdajo na albumu Chicago 19.

## Osebje

### Chicago
- Dawayne Bailey – kitare, spremljevalni vokal
- Bill Champlin – klaviture, glavni vokal, spremljevalni vokal, trobilni aranžma (11)
- Tris Imboden – bobni, tolkala
- Robert Lamm – klaviature, glavni vokal, spremljevalni vokal, trobilni aranžma (6)
- Lee Loughnane – trobenta, krilnica, spremljevalni vokal, trobilni aranžmaji (1-9, 11, 12)
- James Pankow – trombon, spremljevalni vokal, trobilni aranžmaji (1-9, 12)
- Walter Parazaider – pihala, spremljevalni vokal
- Jason Scheff – bas, glavni vokal, spremljevalni vokal

### Dodatni glasbeniki
- John Keane – bobni
- Robbie Buchanan – klaviature
- Efrain Toro – klaviature
- Tom Keane – klaviature
- Steve Porcaro – programiranje klaviatur
- David Foster – akustični klavir
- Michael Landau – kitara
- Stephen "Doc" Kupka – baritonski saksofon
- Jerry Hey – trobilni aranžma (10)
- Dennis Matkosky – trobilni aranžma (11)

### Produkcija
- Humberto Gatica – producent, inženiring (1), miks
- Ron Nevison – producent, inženiring (2–12)
- Jim Mitchell – asistent inženir
- Jeff Poe – asistent inženir
- Alex Rodriguez – dodatni inženiring
- Deandra Miller – asistent producenta
- Chris Cuffaro – fotografija
- Kosh Brooks Design – oblikovanje

## Lestvice
| Naslov                  | Lestvica (1991)    | Najvišja uvrstitev |
| ----------------------- | ------------------ | ------------------ |
| Twenty 1                | Billboard 200      | 66                 |
| »Chasin' the Wind«      | Billboard Hot 100  | 39                 |
| »Chasin' the Wind«      | Adult Contemporary | 13                 |
| »You Come to My Senses« | Adult Contemporary | 11                 |